# Hamana virescens
Hamana virescens är en insektsart som beskrevs av Delong 1942. Hamana virescens ingår i släktet Hamana och familjen dvärgstritar. Inga underarter finns listade i Catalogue of Life.